# Tomás Zarraonandía
Tomás Zarraonandía Montoya est un joueur de football espagnol né le 28 décembre 1910 et mort le 13 février 2000. Il était gardien de but et le frère aîné de Telmo Zarraonandia.

## Carrière
Tomás est initié au monde du football par son frère Telmo. Il est présent lors du tout premier championnat d'Espagne de football en 1928-1929 et évoluera dans les cages de l'Arenas Club de Getxo ; le club gagnera contre le Real Madrid lors de cette saison 3-2 sur son terrain et prendra une 5e place (championnat à dix équipes) du championnat qui sera remporté par le FC Barcelone.
La saison suivante voit une amélioration avec une 3e position mais n'arrive pas à s'approcher du titre finissant 5e en 1930-1931 mais Tomás remportera le Trophée Zamora lors de cette saison en encaissant 27 buts en 14 matchs. Le club finit 5e en 1931-1932 et Zarraonandía quitte l'Arenas et ne dispute pas la saison 1932-1933. Il reprend du service lors de la saison 1933-1934 pour le Real Oviedo et prend une 6e place. La saison 1934-1935 se déroule sans lui mais fait sa dernière saison professionnelle avec Osasuna mais termine sur une fausse note vu que le club finit 12e et dernier.